# ANN NEWS&SPORTS
『ANN NEWS&SPORTS』（エイエヌエヌ ニュース・アンド・スポーツ）は、テレビ朝日（ANN）系列で毎週月曜日未明（日曜日の深夜）に放送されたANNの冠番組である。略称は「N&S」。
日曜未明の土曜版と月曜未明の日曜版で、生い立ちや放送形態が異なるのが大きな特徴である。

## 概要

### 土曜版 （日曜未明）

#### 第1期（2001年4月 - 2012年10月）
2001年4月8日（7日深夜）から『ANNニュース&スポーツ』のタイトルで、本番組と同じく日曜日未明（土曜日深夜）に放送されていた2番組『速報!スポーツCUBE』（0:00 - 0:40）・『ANNニュース』（0:40 - 0:55）を統合して、0:00 - 0:30の時間帯でスタートした。内容は特集などを省いたシンプルなニュース番組になった。1987年10月3日から1990年9月30日までは土曜・日曜夕方も同じ番組タイトルで放送していた。
1987年10月3日から1991年4月7日まで放送された『ナイトライン』（土曜・日曜深夜）と番組構成はほぼ同じだが、ニュース担当のキャスターは『ナイトライン』が田丸美寿々1名に対し、当番組は2名のテレビ朝日アナウンサーが担当していた。
2003年10月の社屋移転を期にタイトルロゴ及びオープニングテーマを一新し、日曜版と同じく英文表記 となったが、タイトルロゴは引き続き日曜版とは別のものを改めて導入していた。
ニュース・スポーツ共にテレビ朝日報道局「ニュースルーム（Nスタ）」から伝えられ、両コーナーを15分ずつ放送されていた。大きな事件・事故・訃報などが発生した場合はニュースコーナーを拡大して放送していた。スポーツコーナーはCGを使いながらの放送となっていた。0:24頃からは一部地域でローカルニュースに差し替えられる（エンディングでネット復帰する朝日放送テレビなどの地域もあればローカルのまま番組が終わる地域もある。後者に該当するメ〜テレではこの土曜版でもエンドクレジットに日曜版のタイトルロゴが使われていた）。
2010年7月4日（3日深夜）の放送から、地上アナログ放送では16:9レターボックス画面での放送に変更された。
2012年9月30日（29日深夜）をもって土曜版の放送は一旦終了し、10月7日（6日深夜）から『ポータル ANNニュース&スポーツ』にリニューアルされた。その『ポータル』も2015年3月で終了し、土曜日の最終版ニュース・スポーツ枠自体から『ニュース&スポーツ』の名称自体が、一旦は消滅していた。
2004年3月まで放送されていた『ニュースステーション』ではジャイアンツ・タイガースなどと呼んでいたが、当番組は土曜・日曜とも巨人・阪神などと呼んでいた。

#### 第2期（2017年1月 - 4月）
2017年1月8日（7日深夜）から第2期として復活。放送時間は0:15 - 0:35であり、放送尺は第一期と比べ10分短縮された。ただし、1月8日（7日深夜）は特別番組のため、放送時間が0:30 - 0:50に繰り下がった。また、リアルタイム字幕放送が実施されるようになった。
それまでの土曜版のフォーマットは使用されず、日曜版のものがそのまま踏襲されたため、ニュースパート内BGMも存在する。
内容は土曜日の最新ニュースやスポーツ情報、それに日曜日の気象情報で構成されていた。
なお、それまで当枠で放送されていた『TOKYO応援宣言』は、日曜6:30 - 7:00枠に放送されていた『スポーツサンデー』の後継番組として整理・統合される形で放送枠が移動となった（枠移動直後はローカルセールス枠に降格し同年4月よりネットワークセールス枠に復帰）。
2017年4月22日より『サタデーステーション』の開始によりこの時間帯のニュース枠は廃枠になり、本番組は同月16日をもって終了した。事実上、『TOKYO応援宣言』の枠移動から『サタデーステーション』の開始までのつなぎ番組同然の扱いとなった。

### 日曜版（月曜未明）

#### 第1期（2002年4月 - 2017年4月）
2002年4月に『GET SPORTS』に内包する形で放送を開始した。単独番組扱いで放送している局もある。こちらは当初から英字タイトルの『ANN NEWS&SPORTS』であった。開始当初から2009年までのオープニングタイトルのANNロゴは旧ロゴではあるが、社屋移転に先駆けたような表記となっていた。初期こそは『GET SPORTS』との意匠の統一が図られていたものの、2010年代に入ると次第に水色と黄緑色を基調とした独自のものへ変移していった。
それまで23:30 - 翌0:25で放送されていた『ベストポジションSPORTS』の前半30分を『やべっちFC』に充当し、後半を『GET SPORTS』内包のニュース番組としてスタートした。ニュース担当の女性アナウンサーは土曜版と兼任していた。
放送時間は開始から2006年3月までは0:00 - 0:25、その後『やべっちFC』の時間拡大により2006年4月からは0:15 - 0:40となったが、2010年4月の改編により23:00 - 23:55に『日曜ナイトドラマ』を設置、その影響で25分繰り下がった『やべっちFC』の放送時間が23:55 - 翌0:30（全体では10分縮小）となった為、0:30 - 0:55になった。さらに2011年10月の改編で『日曜洋画劇場』の放送時間16分拡大により、『世界の車窓から』が16分繰り下げの上1分縮小、『日曜ナイトプレミア』・『やべっちFC』がそれぞれ15分ずつ繰り下がったため、0:45 - 1:10の時間に変更となった。
ニュース部分とスポーツ部分は当初、別スタジオからの放送で、ニュース部分はテレビ朝日報道局のニュースルーム（Nスタ）から、スポーツ部分は『GET SPORTS』のスタジオ（テレビ朝日第3スタジオ）からとなっており、同番組のレギュラーである南原清隆や中西哲生らも登場していた。しかし、2011年ごろから南原と中西が平日に帯番組を持つようになり、朝からスケジュールを抑えられている状態になったことから『GET SPORTS』を『N&S』開始前に事前収録するようになり、『N&S』のパートだけ生放送で行うようになった。やがて『GET SPORTS』が完全収録番組になったことや『N&S』部分のみしかネットしない局に配慮し、スポーツのパートはニュース映像をバックにキャスターが立って伝えるのが基本となった（クロマキー合成処理を使用。ごく稀に、大きなスポーツイベントがある際『GET SPORTS』が生放送となった時は、スタジオからの放送が復活していた）。
内容自体も、かつての土曜版と比べてスポーツコーナーの比重が大きい構成となっており、スポーツコーナーではVTR切り替えのジングルが存在したりする他、キャスターの原稿読みは『GET SPORTS』の本編と同様に冊子式の原稿を読む形になっていた。
年末年始を除く月曜日未明にテレ朝の放送機器点検（2006年6月5日）などで『GET SPORTS』が休止される場合は、日曜版を土曜版のフォーマットで放送した。この日はキャスター陣のうち中山とニュースキャスターのみが出演し、ニュース・スポーツニュース・天気予報のすべてを担当する。
1:05からは、土曜版と同様に一部の局（メ〜テレなど）でローカルニュースに差し替えられていた。また、朝日放送（ABC）は0:52.55からCM、0:54.55からローカルニュースに差し替えられ0:57.00で終了となっていた。別の一部の局（山形テレビ・静岡朝日テレビ・愛媛朝日テレビ・長崎文化放送・琉球朝日放送）では0:58で終了となっていた。
番組終了時には「N&S」としてのエンディングらしいものはなく、テレビ朝日のみ『GET SPORTS』本編の内容予告テロップ（その日の『GET SPORTS』が「N&S」部分だけとなる日は次週の予告）が出るだけであった。『GET SPORTS』の放送がなく且つローカル差し替えのない系列局はこのゾーンにて各局独自のエンドクレジットを挿入していた。
日曜版も土曜版と同様に2010年7月5日（4日深夜）の放送から、地上アナログ放送では16:9レターボックス画面での放送に変更された。
2012年3月第2週の『日曜版』は12日（月曜日）ではなく、11日（日曜日）に放送となった。これは11日に『東日本大震災から1周年』の特別編成を行った関係上、『やべっちFC』と枠を交換して23:30 - 23:55に、臨時に12日未明の『GET SPORTS』から分離し、全局単独番組扱いとして放送した。
土曜版が『ポータル』に移行した2012年10月以降も、日曜版は『GET SPORTS』内包番組であることを考慮して、従前通りの体制で放送することになり、土曜版兼務であった萩野と松並も引き続き担当していた。
2017年3月13日（12日深夜）の放送は前夜の『2017 ワールド・ベースボール・クラシック』中継の大幅延長により、『GET SPORTS』が全局休止となったため、内包番組である本番組も同様の措置となった。
2017年4月23日から『サンデーステーション』(開始当初は日曜20:54 - 21:54に放送)の開始によりこの時間帯のニュース枠である本番組は同月17日をもって廃枠になり、同月24日以降の『GET SPORTS』からは内包番組が消滅し、全編ローカルセールス枠に降格した（これにあわせ、通常編成時の放送時間も1:10 - 2:40に短縮された）。なお、5月1日から月曜0:40 - 1:10（日曜深夜）には新ドラマ『サヨナラ、えなりくん』が開始された。

#### 第2期（2018年4月 - 2020年9月）
2018年4月1日から『サンデーステーション』が16:30 - 18:00に放送時間繰り上げ・拡大するのに伴い、翌2日からは日曜最終版ニュースとして0:40 - 0:55に単独番組扱いで再開された。
2019年10月7日（6日深夜）から、月曜0:40 - 0:45に関東ローカルのミニ番組『名医の極み』が開始することに伴い、開始時間を5分繰り下げた上、放送時間を1分縮小した月曜0:45 - 0:59に変更となった。
2020年4月改編により、2019年11月から、月1回土曜未明（金曜深夜）で放送してきた『ReAL eSports News』が、同年4月から、毎週月曜0:45 - 0:59（日曜深夜）枠でのレギュラー放送になることが決定。このため、4月6日（5日深夜）からの当番組および日曜最終版のANNニュースは、20分繰り上がった月曜0:25 - 0:40に枠移動。同時に、ニュース担当キャスターが上山千穂から矢島悠子へと交代した。
2020年10月改編で『サンデーステーション』は日曜21時枠に移動することに伴い、本番組は9月28日（27日深夜）をもって終了。

## 放送時間
すべて日本時間で表す。
| 期間      | 期間       | 土曜版(日曜未明に放送) | 日曜版(月曜未明に放送) |
| --------- | ---------- | ---------------------- | ---------------------- |
| 2001.4.7  | 2002.3.30  | 0:00 - 0:30（30分）    | （放送なし）           |
| 2002.4.6  | 2006.3.26  | 0:00 - 0:30（30分）    | 0:00 - 0:25（25分）    |
| 2006.4.1  | 2010.3.28  | 0:00 - 0:30（30分）    | 0:15 - 0:40（25分）    |
| 2010.4.3  | 2011.10.2  | 0:00 - 0:30（30分）    | 0:30 - 0:55（25分）    |
| 2011.10.8 | 2012.9.30  | 0:00 - 0:30（30分）    | 0:45 - 1:10（25分）    |
| 2012.10.7 | 2016.12.25 | （放送なし）           | 0:45 - 1:10（25分）    |
| 2017.1.7  | 2017.4.16  | 0:15 - 0:35（20分）    | 0:45 - 1:10（25分）    |
| 2017.4.22 | 2018.3.25  | （放送なし）           | （放送なし）           |
| 2018.4.1  | 2019.9.29  | （放送なし）           | 0:40 - 0:55（15分）    |
| 2019.10.6 | 2020.3.29  | （放送なし）           | 0:45 - 0:59（14分）    |
| 2020.4.5  | 2020.9.27  | （放送なし）           | 0:25 - 0:40（15分）    |

- 月曜未明の「日曜版」（第1期）は『GET SPORTS』に内包（一部地域は単独番組扱いで放送）。
- 土曜版第1・2期および日曜版第1期は前夜の『土曜プライム』または『日曜エンタ』の延長など不定期で時間が変更の場合もあった。
- 日曜版第2期は前夜の『日曜プライム』の延長など不定期で時間が変更の場合もある。

## 出演者
全員テレビ朝日アナウンサー。
ニュース担当
- 矢島悠子（2020年4月6日 - 2020年9月28日）

スポーツ担当
- 三上大樹（2018年4月2日 - 2020年9月28日）

月曜未明の「日曜版」第1期より再起用。同日の『GET SPORTS』を兼務。
取材担当
- 山木翔遥（2020年4月6日 - 2020年9月28日）

同日の『GET SPORTS』を兼務。
- 山崎弘喜（2020年4月6日 - 2020年9月28日）

同日の『GET SPORTS』を兼務。

## 過去の出演者
| 期間 | 期間       | ニュース     | ニュース     | ニュース     | スポーツ     | スポーツ     | スポーツ     | スポーツ              | お天気         | お天気       |
| 期間 | 期間       | 土曜日       | 土曜日       | 日曜日       | 土曜日       | 土曜日       | 日曜日1      | 日曜日1               | 土曜日         | 日曜日       |
| 期間 | 期間       | 男性         | 女性         | 日曜日       | 女性         | 男性         | 男性         | 女性                  | 土曜日         | 日曜日       |
| --- | ---------- | ------------ | ------------ | ------------ | ------------ | ------------ | ------------ | --------------------- | -------------- | ------------ |
| 2001.4.7 | 2001.12.23 | 小松靖2      | 岡田洋子     | （放送なし） | 萩野志保子3  | （不在）     | （放送なし） | （放送なし）          | （不明）       | （放送なし） |
| 2002.1.5 | 2002.3.31  | 小松靖2      | 岡田洋子     | （放送なし） | 萩野志保子3  | （不在）     | （放送なし） | （放送なし）          | 松並健治       | （放送なし） |
| 2002.4.6 | 2003.3.30  | 田原浩史     | 岡田洋子     | 岡田洋子     | （不在）     | 富川悠太     | 中山貴雄     | 武内絵美              | 松並健治       | 松並健治     |
| 2003.4.5 | 2003.9.28  | 田原浩史     | 岡田洋子     | 岡田洋子     | （不在）     | 櫻井健介     | 中山貴雄     | 武内絵美              | 松並健治       | 松並健治     |
| 2003.10.4 | 2005.3.27  | 田原浩史     | 岡田洋子     | 岡田洋子     | （不在）     | 櫻井健介     | 中山貴雄     | 大木優紀              | 松並健治       | 松並健治     |
| 2005.4.2 | 2006.3.26  | 田原浩史     | 野村真季     | 野村真季     | （不在）     | 櫻井健介     | 中山貴雄     | 大木優紀              | 松並健治       | 松並健治     |
| 2006.4.1 | 2008.3.30  | 田原浩史     | 萩野志保子   | 萩野志保子   | （不在）     | 櫻井健介     | 中山貴雄     | 久保田直子            | 松並健治       | 松並健治     |
| 2008.4.5 | 2008.6.29  | 田原浩史     | 萩野志保子   | 萩野志保子   | 長島三奈4    | 櫻井健介5    | 中山貴雄     | 久保田直子            | 松並健治       | 松並健治     |
| 2008.7.5 | 2008.9.29  | 田原浩史     | 萩野志保子   | 萩野志保子   | 長島三奈4    | 加藤泰平     | 中山貴雄     | 久保田直子            | 松並健治       | 松並健治     |
| 2008.10.4 | 2009.3.29  | 田原浩史     | 萩野志保子   | 萩野志保子   | 長島三奈4    | 加藤泰平     | 中山貴雄     | 本間智恵6 八木麻紗子6 | 松並健治       | 松並健治     |
| 2009.4.4 | 2011.4.3   | 田原浩史     | 萩野志保子   | 萩野志保子   | 長島三奈4    | 大西洋平     | 中山貴雄     | 本間智恵6 八木麻紗子6 | 松並健治       | 松並健治     |
| 2011.4.9 | 2012.9.30  | 田原浩史     | 萩野志保子   | 萩野志保子   | 長島三奈4    | 加藤泰平     | 中山貴雄     | 本間智恵6 竹内由恵6   | 松並健治       | 松並健治     |
| 2012.10.7 | 2013.3.31  | （放送なし） | （放送なし） | 萩野志保子   | （放送なし） | （放送なし） | 中山貴雄     | 本間智恵6 竹内由恵6   | （放送なし）   | 松並健治     |
| 2013.4.7 | 2013.11.10 | （放送なし） | （放送なし） | 萩野志保子   | （放送なし） | （放送なし） | 三上大樹     | 本間智恵              | （放送なし）   | 松並健治     |
| 2013.11.17 | 2015.6.28  | （放送なし） | （放送なし） | 村上祐子5    | （放送なし） | （放送なし） | 三上大樹     | 本間智恵              | （放送なし）   | 松並健治     |
| 2015.7.5 | 2016.12.26 | （放送なし） | （放送なし） | 上山千穂7    | （放送なし） | （放送なし） | 三上大樹     | 本間智恵              | （放送なし）   | 松並健治     |
| 2017.1.8 | 2017.4.17  | （不在）     | 上山千穂8    | 上山千穂8    | 山崎弘喜     | 山崎弘喜     | 三上大樹     | 本間智恵              | （シフト勤務） | 松並健治     |
| 2017.4.22 | 2018.3.25  | （放送なし） | （放送なし） | （放送なし） | （放送なし） | （放送なし） | （放送なし） | （放送なし）          | （放送なし）   | （放送なし） |
| 2018.4.1 | 2020.3.29  | （放送なし） | （放送なし） | 上山千穂     | （放送なし） | （放送なし） | 三上大樹     | （不在）              | （放送なし）   | （不在）     |
| 2020.4.5 | 2020.9.27  | （放送なし） | （放送なし） | 矢島悠子     | （放送なし） | （放送なし） | 三上大樹     | （不在）              | （放送なし）   | （不在）     |
| - 松並・長島 以外は、出演当時の者を含めて全員テレビ朝日アナウンサー。 - 1 一部地域においての内包番組『GET SPORTS』本編を兼務。 - 2 土曜最終の『ANNニュース』から続投。 - 3 『速報!スポーツCUBE』から続投。 - 4 『ポータル ANNニュース&スポーツ』も続投。 - 5 人事異動のため改編期を待たずに降板。 - 6 交代で担当（稀に一緒に出演する場合もある）。 - 7 20:54の『ANNニュース・あすの空もよう』、土曜日の『TOKYO応援宣言』を兼務。 - 8 土曜日は『TOKYO応援宣言』から続投。『スーパーJチャンネル』（土曜版）および『ANNニュース・あすの空もよう』（2017年4月8日まで）を兼務。 |            |              |              |              |              |              |              |                       |                |              |

- 全国高等学校野球選手権大会期間中は長島が『熱闘甲子園』に廻るため、その間はアナウンサー1名のみで担当するが、大西洋平担当期は大西も『熱闘甲子園』を担当していたため（試合ナレーターとして2008年より）、2009年は加藤が、2010年は野上慎平[9]（8月7日）、三上大樹[10]（8月14日・21日）が代役を務めた。その事情については大西の項を参照。2011年は大西に替わり加藤が『熱闘甲子園』試合ナレーションを担当したため、3年連続で両スポーツ担当レギュラーが離脱することに（代役は該当の8月6日・13日・20日とも三上）。

## ネット局
- 以下は2020年4月6日時点である、月曜未明の日曜版のものである。
- 2017年4月23日までの月曜未明に放送していた日曜版は『GET SPORTS#ネット局』を参照のこと。
- 過去の放送時間については先述の通り。

| 放送対象地域   | 放送局                   | 系列           | 放送時間                     | 備考                |
| -------------- | ------------------------ | -------------- | ---------------------------- | ------------------- |
| 関東広域圏     | テレビ朝日（EX）         | テレビ朝日系列 | 月曜 0:25 - 0:40（日曜深夜） | 制作局（ANN基幹局） |
| 北海道         | 北海道テレビ（HTB）      | テレビ朝日系列 | 月曜 0:25 - 0:40（日曜深夜） |                     |
| 青森県         | 青森朝日放送（ABA）      | テレビ朝日系列 | 月曜 0:25 - 0:40（日曜深夜） |                     |
| 岩手県         | 岩手朝日テレビ（IAT）    | テレビ朝日系列 | 月曜 0:25 - 0:40（日曜深夜） |                     |
| 宮城県         | 東日本放送（KHB）        | テレビ朝日系列 | 月曜 0:25 - 0:40（日曜深夜） |                     |
| 秋田県         | 秋田朝日放送（AAB）      | テレビ朝日系列 | 月曜 0:25 - 0:40（日曜深夜） |                     |
| 山形県         | 山形テレビ（YTS）        | テレビ朝日系列 | 月曜 0:25 - 0:40（日曜深夜） |                     |
| 福島県         | 福島放送（KFB）          | テレビ朝日系列 | 月曜 0:25 - 0:40（日曜深夜） |                     |
| 長野県         | 長野朝日放送（abn）      | テレビ朝日系列 | 月曜 0:25 - 0:40（日曜深夜） |                     |
| 新潟県         | 新潟テレビ21（UX）       | テレビ朝日系列 | 月曜 0:25 - 0:40（日曜深夜） |                     |
| 静岡県         | 静岡朝日テレビ（SATV）   | テレビ朝日系列 | 月曜 0:25 - 0:40（日曜深夜） |                     |
| 石川県         | 北陸朝日放送（HAB）      | テレビ朝日系列 | 月曜 0:25 - 0:40（日曜深夜） |                     |
| 中京広域圏     | メ〜テレ（NBN）          | テレビ朝日系列 | 月曜 0:25 - 0:40（日曜深夜） |                     |
| 近畿広域圏     | 朝日放送テレビ（ABC TV） | テレビ朝日系列 | 月曜 0:25 - 0:40（日曜深夜） |                     |
| 広島県         | 広島ホームテレビ（HOME） | テレビ朝日系列 | 月曜 0:25 - 0:40（日曜深夜） |                     |
| 山口県         | 山口朝日放送（yab）      | テレビ朝日系列 | 月曜 0:25 - 0:40（日曜深夜） |                     |
| 香川県・岡山県 | 瀬戸内海放送（KSB）      | テレビ朝日系列 | 月曜 0:25 - 0:40（日曜深夜） |                     |
| 愛媛県         | 愛媛朝日テレビ（eat）    | テレビ朝日系列 | 月曜 0:25 - 0:40（日曜深夜） |                     |
| 福岡県         | 九州朝日放送（KBC）      | テレビ朝日系列 | 月曜 0:25 - 0:40（日曜深夜） |                     |
| 長崎県         | 長崎文化放送（NCC）      | テレビ朝日系列 | 月曜 0:25 - 0:40（日曜深夜） |                     |
| 熊本県         | 熊本朝日放送（KAB）      | テレビ朝日系列 | 月曜 0:25 - 0:40（日曜深夜） |                     |
| 大分県         | 大分朝日放送（OAB）      | テレビ朝日系列 | 月曜 0:25 - 0:40（日曜深夜） |                     |
| 鹿児島県       | 鹿児島放送（KKB）        | テレビ朝日系列 | 月曜 0:25 - 0:40（日曜深夜） |                     |
| 沖縄県         | 琉球朝日放送（QAB）      | テレビ朝日系列 | 月曜 0:25 - 0:40（日曜深夜） |                     |

## 特別編成
編成上の都合により、平日・週末の最終ニュースが休止となる際、原則として15分以上の放送枠がある場合に放送される。しかし年末年始や15分以上の放送枠が確保できない等の理由で休止となる場合は、代替として5 - 10分間の『ANNニュース』が放送される。
年末年始は週末の通常版を放送する場合と休止する場合があり、放送する場合は、2012年9月までは土曜版のフォーマットで15 - 20分間程度の短縮版が放送された。基本的にはキャスター陣のうち男女のアナウンサー2人が出演し、ニュース・スポーツニュース・天気予報のすべてを担当していた。
- 2009年12月26日は田原・萩野、12月27日は中山・萩野（ニュース）・大西（スポーツニュース）・松並（天気）が担当。
- 2010年12月25日・26日は萩野・大西が担当。

年末年始を除く平日に『ニュースステーション』→『報道ステーション』が休止する際、稀に放送される場合がある。キャスターはシフト勤務。近年の放送は以下の通り。
- 2004年3月29日 - 4月2日 ： 『ニュースステーション』から『報道ステーション』への移行期間のため。
- 2007年7月25日 ： サッカーAFCアジアカップ2007中継のため15分間放送（大熊英司・萩野・依田司が担当）。
- 2016年4月1日 - 4月8日 ： 『報道ステーション』が、スタジオセット建て替え工事および番組リニューアル準備に伴い休止のため（OP・EDや本編中の各種演出は通常の『ANNニュース』に準拠。板倉朋希・久冨慶子〈4月8日は久冨に代わり加藤真輝子〉が担当）。
- 2019年1月18日・25日：サッカー・AFCアジアカップ2019の日本戦中継に伴う前夜の『報道ステーション』休止の代替として、午前0時台に15分間放送。担当は18日が三上と林美桜、25日が平石直之と森川夕貴。
- 2020年1月10日：サッカー・AFCアジアカップ2020の日本戦中継に伴う前夜の『報道ステーション』休止の代替として、午前0時台に5分間放送。担当は下村彩里[12]。

2017年4月以降、年末年始以外で土曜最終版ニュースである『サタデーステーション』 が休止する際にも編成される場合がある。その場合、基本的には同番組に出演するテレビ朝日アナウンサーが担当する。以下はその例。
- 2017年10月30日 ： 前日の『サンデーステーション』休止に伴い0:40 - 1:00に代替番組として放送（同番組に出演する板倉・紀真耶が担当した）。OPと一部地域ではED省略、ニュース読み上げ時のBGM無しで放送された。
- 2017年12月4日：前日の『サンデーステーション』休止に伴い0:55 - 1:15に代替番組として放送（10月30日と同様、同番組に出演する板倉・紀が担当した）。同年10月30日放送分とは違い2017年の第1期終了以前の体制で放送された。
- 2018年3月18日・19日：前日の『サタデーステーション・サンデーステーション』休止に伴い代替番組として18日0:15 - 0:25、19日0:40 - 0:55に放送。担当は上記2017年の代替時と同じで18日は紀、19日は板倉と紀。
- 2018年4月8日：前日の『サタデーステーション』休止に伴い0:45 - 1:00に放送し、担当は板倉と桝田沙也香。
- 2018年8月26日：前日の『サタデーステーション』休止に伴い0:35 - 0:50に放送し、担当は板倉と桝田。
- 2019年3月30日：当日の『サタデーステーション』休止に伴い23:10 - 23:25に放送し、担当は菅原知弘と桝田。
- 2019年5月26日：前日の『サタデーステーション』休止に伴い0:10 - 0:25に放送し、担当は板倉と桝田。[14]
- 2019年7月27日：当日の『サタデーステーション』休止に伴い22:55 - 23:10に放送し、担当は板倉と桝田。[15]

## テーマ曲

### 土曜版
第1期
- ナッシュスタジオ「クラリオンアース」（2001年4月 - 2003年9月）
- 須藤満「カーニバル殺人事件」（2003年10月 - 2009年7月及び『報道ステーション』代替時）
- KAZSIN「Broadfunk」（2009年8月 - 2012年9月29日）

第2期
- 石川一宏（KAZSIN）[16]｢G-ANN｣[17]（2017年1月8日 - 2017年4月16日） ※日曜版と同じテーマを使用

### 日曜版
オープニングテーマ
- 石川一宏（KAZSIN）｢G-ANN｣（2002年4月 - 2020年9月） ※『GET SPORTS』休止時はエンディングでも使用していた

エンディングテーマ
- GRAND-SLAM Mix「Ameno」（2002年4月 - 2009年4月12日）
- Tempei & KAZSIN「Ameno〜piano style 500〜」（2009年4月19日 - 2017年4月17日）
- David Benoit（デイヴィッド・ベノワ）「Snap!」（2018年4月2日 - 2020年9月28日） ※CM前ジングルとしても使用

ニューステーマ
- ポール・ハードキャッスル「Kikin' Vibes」

天気予報テーマ
- 姫神「あの空の下に」（2002年4月 - 2017年4月17日）